# Leopold Erb
Leopold Erb (1. dubna 1861 Steyr – 22. listopadu 1946 Steyr) byl rakouský politik, na konci 19. a počátku 20. století poslanec Říšské rady, v poválečném období poslanec rakouské Národní rady.

## Biografie
V letech 1866–1870 vychodil národní školu, pak v letech 1870–1877 reálnou školu. V období let 1877–1882 absolvoval techniku ve Vídni a v období let 1881–1882 ještě Vídeňskou univerzitu. Působil jako učitel na státní vyšší reálné škole ve Steyru. Publikoval četné knihy v oboru chemie a přírodních věd. Angažoval se v politice jako člen německých politických stran. Zasedal v obecní radě v Steyru a od roku 1896 byl poslancem Hornorakouského zemského sněmu.
Na konci 19. století se zapojil i do celostátní politiky. V doplňovacích volbách roku 1896 získal mandát v Říšské radě (celostátní zákonodárný sbor) za městskou kurii, obvod Steyr, Kremsmünster atd. Nastoupil 15. února 1896 místo Augusta Edlbachera. Mandát obhájil v řádných volbách do Říšské rady roku 1897 (městská kurie, obvod Steyr, Sierning, Sierningshofen). Ve volbách do Říšské rady roku 1901 zvolen nebyl, ale poslancem se stal dodatečně po doplňovacích volbách roku 1902 (městská kurie, obvod Steyr, Kirchdorf). Nastoupil 16. října 1902 místo Johanna Redla. Uspěl i ve volbách do Říšské rady roku 1907, konaných již podle všeobecného a rovného volebního práva, kdy byl zvolen za obvod Horní Rakousy 4. Mandát obhájil za týž obvod i ve volbách do Říšské rady roku 1911. Ve vídeňském parlamentu setrval až do zániku monarchie. K roku 1911 se profesně uvádí jako profesor.
Roku 1906 se uvádí jako člen Německé lidové strany. Po volbách roku 1907 usedl do poslanecké frakce Německý národní svaz, do které se sloučily německé konzervativně-liberální a nacionální politické proudy.
V letech 1918–1919 zasedal jako poslanec Provizorního národního shromáždění Německého Rakouska (Provisorische Nationalversammlung), nyní za Německou nacionální stranu (DnP).